# Fritz Stamer (Pilot)
Friedrich Stamer (* 28. November 1897 in Hannover; † 20. Dezember 1969 in Oberursel (Taunus)) war ein deutscher Pilot, Fluglehrer und Flugzeugkonstrukteur. Stamer war nach dem Ersten Weltkrieg maßgeblich an der Einsitzerschulung auf Gleitflugzeugen in Deutschland beteiligt.

## Leben
Stamer besuchte nach der Grundschule das Gymnasium. Er wurde 1913 Mitglied des Wandervogels und zog 1914 als Freiwilliger in den Ersten Weltkrieg. Bei Langemark wurde er verwundet. Nach seiner Genesung wurde er bei der FEA 5 (Fliegerersatzabteilung) in Hannover zum Piloten ausgebildet und legte 1917 seine Feldpilotenprüfung ab. Am 14. August 1918 wurde er bei Lunéville mit seiner DFW C.V der Fliegerabteilung (A) 242 abgeschossen und für eineinhalb Jahre im Fliegergefängnis Etranches inhaftiert. Nach seiner Freilassung am 28. Februar 1920 beendete er zunächst sein Architekturstudium, um darauf 1921 als Hilfskraft bei der reichswehrnahen Weltensegler GmbH auf der Wasserkuppe zu arbeiten. Während seiner Tätigkeit als Fluglehrer bzw. Leiter der Flugschule erlangten etliche Reichswehrangehörige in „Zivil“ die Befähigung zur Führung eines Gleitflugzeuges.
Am 1. Juli 1924 wechselte Stamer zur neu gegründeten Martens Flugschule, die wiederum am 1. Oktober 1925 durch die Rhön-Rossitten-Gesellschaft (RRG) übernommen wurde. Bis Mai 1933 übte Stamer hier sowohl die Funktion eines Fluglehrers als auch die des  Leiters der Abteilung Flugschule aus. Zusammen mit Alexander Lippisch, seinem späteren Schwager, der das Konstruktionsbüro der RRG leitete, entwickelte er  den Schulgleiter RRG-Zögling. In seiner Funktion als Schulleiter entwickelte er die Methode der Ab-initio-Pilotenausbildung im Einsitzer mit A-, B- und C-Prüfung, welche bis in die sechziger Jahre praktisch unverändert praktiziert wurde. In diesem Zusammenhang kreierte Stamer auch die bis heute verwendeten Segelflugabzeichen mit einer, zwei und drei silbrigen Möwen auf blauem Grund.

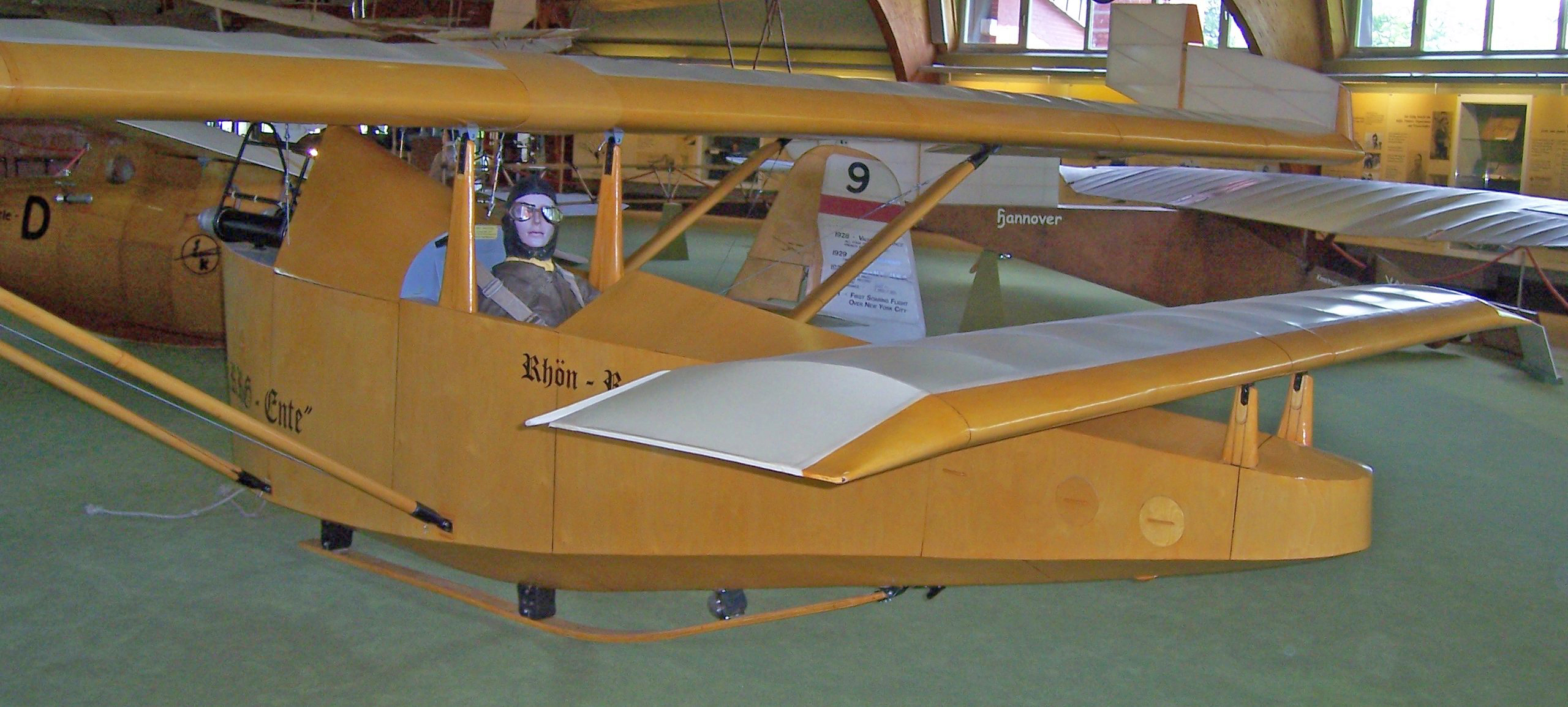
RRG Raketen-Ente (Nachbau im Deutschen Segelflugmuseum mit Modellflug)

Am 10. Juni und 11. Juni 1928 führte er als erster Mensch einen Flug mit einem raketengetriebenen Segelflugzeug des Typs RRG-Ente aus. Nach dem dritten Flug brannte die Maschine jedoch aus.
Stamer trat am 1. August 1932 in die NSDAP ein (Mitgliedsnummer 1.145.800) und wurde Angehöriger der SA.
Im Mai 1933 wurde Stamer von seinem Posten bei der RRG abgelöst und nach Berlin in die Zentrale des Deutschen Luftsportverbandes (DLV), Abteilung Segelflug (unter Rittmeister Paulfranz Roehre), versetzt. 1934 kehrte Stamer als Abteilungsleiter zur zwischenzeitlich neustrukturierten Deutschen Forschungsanstalt für Segelflug (DFS vormals RRG) zurück. Bis 1945 blieb er zunächst in Griesheim und später in Ainring Leiter des Instituts für Flugversuche bei der DFS.
Als nach dem Ende des Zweiten Weltkrieges am 4. August 1950 der Deutsche Aero Club gegründet wurde, war Stamer Gründungsmitglied und übernahm das Amt des Generalsekretärs und Vizepräsidenten. Eine chronische Krankheit zwang ihn 1962, von seinen Ämtern zurückzutreten.
Nach seinem Tod wurde er vom Deutschen Aero-Club zum Ehrenpräsidenten ernannt.
In Fulda ist die Fritz-Stamer-Straße nach ihm benannt. In Gersfeld (Rhön) gibt es ebenfalls eine Fritz-Stamer-Straße mit einem Hinweisschild auf den ersten raketengetriebenen Flug.

## Werke
- Der Bau von Flugmodellen. HG Media, Engelsband 1997, ISBN 3-931438-03-1 (Nachdruck der Ausgabe Berlin 1927)
- Gleitflug und Gleitflüge. Volckmann, Berlin
  - Bd. 1. Konstruktion und praktische Flugversuche (1927)
  - Bd. 2. Bauanweisungen und Bauzeichnungen (1928)
- Ein Gleitflugkursus in Bildern. - Berlin :  Klasing & Co, 1928, 2. Aufl. 1934
- Handbuch für den Jungsegelflieger. - Berlin, 1930
- Handbuch für den Jungsegelflieger. - Berlin, 1930
  - Bd. 1. Ausbildung, Maschinen, Werkzeuge, Instrumente (1930)
  - Bd. 2. Aerodynamik, Statik, Fachausdrücke (1931)
- Gleit- und Segelflugschulung. - Berlin : Volckmann, Berlin, 1931
- Zwölf Jahre Wasserkuppe. - Berlin : Reimar Hobbing, 1933
- Segelflieger. - Berlin : Teubner, 1936
- Jungen werden Flieger. - Stuttgart : Franckh, 1937
- Der Luftkampf. - Beitrag in „Durch die weite Welt“ Band XV-1937
- Wege über Wolken. - München : Pohl, 1951
- Der Segelflug und das Segelfliegen. - Wuppertal : Spohr, 1953